# Édgar Iván López
Édgar Iván „Gacelo” López Rodríguez (ur. 21 kwietnia 1999 w Tijuanie) – meksykański piłkarz występujący na pozycji napastnika, reprezentant Meksyku, od 2023 roku zawodnik Toluki.